# Tritó dels Carpats
El tritó dels Carpats (Lissotriton montandoni) és un amfibi de l'ordre dels urodels i de la família dels salamàndrids.

## Morfologia
Els color d'aquest tritó són molt variables, així com la mida i la quantitat dels seus punts. Els mascles acostumen a mesurar uns 7 cm i les femelles uns 10 cm i no es diferencien massa entre ells. La principal diferencia és en el filament terminal de la cua (al mascle li mesura uns 8 mm i la femella no en té). Els dos sexes s'assemblen bastant a la femella del tritó palmat. La longitud de la cua sol representar gairebé la meitat de la mida del tritó.
La seva pell acostuma a ser aspre i de color marronós, especialment durant l'època terrestre. En canvi, la seva pell és suau durant l'època aquàtica.

## Distribució i hàbitat
Es troben habitualment en zones d'aigües tranquil·les i càlides de fons fangós i llacunes d'aigua corrent entre els 120 i els 2.000 metres d'altitud. Es passen la major part de la vida a terra ferma, només habiten l'aigua en època de reproducció. Durant el dia solen amagar-se sota les pedres o troncs d'arbres caiguts en boscos de coníferes o d'arbres de fulla caduca.
La seva àrea de distribució és bastant petita, i es redueix només a la serralada dels Carpats, habitant la República Txeca, Polònia, Romania, Eslovàquia i Ucraïna. Ha estat introduït a Bayerischen Wald, al sud-est d'Alemanya.

## Reproducció
S'acostuma a reproduir en qualsevol zona amb aigua, ja siguin llacs, estanys, pantans, deus i tolls d'aigua temporals.

## Amenaces
La principal amenaça per aquesta espècie és la contaminació per aigües residuals, la desforestació dels llocs de reproducció i la introducció de peixos depredadors.